# Nena (album)
Nena – pierwszy album pop-rockowego zespołu Nena wydany 14 stycznia 1983 roku. Na płycie znalazło się 12 utworów, wśród nich przeboje  99 Luftballons oraz czy Nur geträumt, które dotarły na listach przebojów Niemiec i Austrii na szczyt.

## Przed wydaniem albumu
Zespół wystąpił 21 sierpnia 1982 roku w show Musikladen, z piosenką Nur geträumt, gdzie miały wystąpić największe gwiazdy Neue Deutsche Welle. Miał on być tylko tłem dla takich gwiazd jak Trio, czy Extrarbeit. W październiku 1982 Nur geträumt był już na drugim miejscu listy najpopularniejszych singli w Niemczech. 

## Wydanie albumu
14 stycznia 1983 roku ukazał się pierwszy longplay Neny, zatytułowany Nena. Płyta została wyprodukowana przez Reinholda Heila i Manne Preakera, tworzących wówczas zespół Spliff. Zespół w międzyczasie brał udział w nagraniach do filmu Gib Gas, ich will spaß, gdzie znalazły się utwory zespołu. Odniosła ona sukces, a hitem zespołu stała się piosenka 99 Luftballons. Nagrano także angielskie wersje niektórych utworów, które znalazły się na albumie 99 Luftballons, słuchaczom do gustu przypadły utwory w oryginalnej, niemieckiej wersji. Album promowały trzy single – wcześniej wspomniany Nur geträumt, 99 Luftballons oraz „Leuchtturm”.

## Lista utworów
1. „Kino” – 2:40 (Rolf Brendel)
2. „Indianer” – 3:14 (Carlo Karges)
3. „Vollmond” – 3:02 (Carlo Karges)
4. „Nur geträumt” – 3:37 (Nena, Rolf Brendel/Uwe Fahrenkrog-Petersen)
5. „Tanz auf dem Vulkan” – 3:15 (Jürgen Dehmel)
6. „99 Luftballons” – 3:50 (Carlo Karges/Uwe Fahrenkrog-Petersen)
7. „Zaubertrick” – 4:14 (Uwe Fahrenkrog-Petersen)
8. „Einmal ist keinmal” – 2:40 (Manne Preaker)
9. „Leuchtturm” – 3:14 (Uwe Fahrenkrog-Petersen)
10. „Ich bleib im Bett” – 2:40 (Carlo Karges)
11. „Noch einmal” – 3.55 (Carlo Karges)
12. „Satellitenstadt” – 4:28 (Carlo Karges/Jürgen Dehmel)